# Takahiro Shimada
Takahiro Shimada (島田 貴裕 Shimada Takahiro?), född 9 februari 1965 i Osaka prefektur, är en japansk före detta fotbollsspelare.
Shimada började sin karriär 1987 i Matsushita Electric (Gamba Osaka). Med Matsushita Electric vann han japanska cupen 1990. Han avslutade karriären 1997.